# Деснянско-Старогутский национальный природный парк
Деснянско-Старогутский национальный природный парк — национальный природный парк на территории Сумской области.

## История
Национальный природный парк «Деснянско-Старогутский» создан Указом Президента Украины от 23 февраля 1999 года № 196. Парк расположен в крайней северо-восточной части Украины, в Шосткинском районе Сумской области в долине реки Десны. Его площадь составляет 16215,1 га, из которой 7272,6 га предоставлены парку в постоянное пользование. Национальный парк создан с целью сохранения, воспроизводства и рационального использования ландшафтов Левобережного Полесья с типовыми и уникальными природными комплексами. В перспективе он должен стать составной частью билатерального украинского-российского биосферного резервата «Старогутский и Брянские леса».

## Функциональные зоны парка
Согласно требованиям действующего законодательства, территория парка разделена на функциональные зоны. Заповедная зона занимает площадь 2357,4 га и включает озёра Большие и Малые Баги в пойме Десны и значительную часть Старогутского лесного массива. Она выполняет природоохранную функцию и используется исключительно для мониторинга состояния природных экосистем.
Зона регулируемой рекреации выделена для отдыха населения, посещения парка туристами, здесь ведётся эколого-просветительская работа. Эта функциональная зона в парке является крупнейшей (7803,4 га). Она равномерно распределена между его Старогутской и Придеснянской частями. Площадь зоны стационарной рекреации, где размещены базы отдыха, некоторые хозяйственные постройки составляет 2 га. Большинство земель хозяйственной зоны расположены в Придеснянской части парка. Эта зона занимает площадь 6052,3 га и включает два населённых пункта.

## Природные условия
Придеснянская часть парка представляет собой пойменную территорию и боровую террасу Десны и её притоков. Пойма Десны, шириной 2-4 км, хорошо выражена на всём протяжении и очень живописная. На ней много озёр, стариц, заболоченных участков. Пойма Десны в пределах национального парка — один из наиболее хорошо сохранившихся природных комплексов пойм крупных рек на Украине. Боровая терраса хорошо развита и широкой полосой тянется вдоль поймы. Она имеет холмистый рельеф и покрыта преимущественно сосновыми и дубово-сосновыми лесами. На территории парка Десна принимает свои притоки Знобивку и Свигу и правый приток — Судость, также ответвляется рукав Десенка.
Старогутская часть парка расположена в пределах почти сплошного лесного массива на третьей террасе Десны. Она имеет в общем плоскую поверхность с небольшими впадинами. В их пределах развиты преимущественно мезотрофные и олиготрофные болота (тогда как большинство болот на Украине — эвтрофные). Общую равнинную поверхность террасы в её западной части несколько нарушают заболоченные, а ныне мелиорированные, долины небольших водотоков — левых притоков Десны. Леса Старогутской части национального парка являются крайней южной частью массива известных Брянских лесов. В Российской Федерации прилегающая к нему территория выделяется как Нерусса-Деснянское Полесье.
В Старогутской части парка протекают малые реки — притоки Знобивки — Уличка и Чернь. Пойма последней сохранила свой естественный вид и сейчас её покрывают ольховые леса и болота.
Западнее примыкает Муравьивский заказник.
Климат территории парка более континентальный, холодный, с меньшими вегетационными и безморозными периодами, чем на остальной части Украинского Полесья. Средняя температура января составляет — 7,5 °C, а июля — +18 °C. Среднегодовая сумма осадков составляет 550—590 мм. Почвенный покров территории парка определяется её геоморфологическими особенностями. В пойме Десны и её притоков преобладают луговые, дерново-глеевые и болотные почвы, на боровой террасе развиты дерново-подзолистые почвы под сосновыми лесами. В Старогутской части парка на третьей террасе Десны распространены дерново-подзолистые супесчаные и светло-серые суглинистые почвы, а в её впадинах — болотные почвы и торфяники.

## Биота

### Флора
Флора национального парка насчитывает 801 вид высших сосудистых растений. В Красную книгу Украины занесены 22 вида, в частности гудайера ползучая, шолудивник королевский, барашек обычный, ива Старке, плаун щитолистый и др.
Леса на территории парка занимают 53 % его площади, луга — 33 %, болота — около 4 %, на водные поверхности приходится 2 %, а остальные территории (около 8 %) занимают угодья. По растительным покровам Придеснянская и Старогутская части национального парка существенно различаются. В Придеснянской части растительный покров представлен комплексом пойменной растительности (лугового, болотного, водного, участков пойменных лесов) и лесов на боровой террасе. Среди пойменной растительности преобладают группировки заболоченных лугов и травяных болот с доминированием лепешняка большого, осок острой и островидной, камышёвки обычной. Из редких видов следует отметить петушки сибирские, тростяницу кострицеподибную, а также реликтовые виды — ивы Старке и мирзинолисты, плауна щитолистого, сальвинии плавающей, водяного ореха плавающего. Последние три вида образуют редкие группировки, занесённые в Зелёную книгу Украины.
Лесная растительность в Придеснянской части парка занимает отдельные урочища, тянущиеся цепью на боровой террасе. Здесь преобладают сосновые леса с фрагментами дубовых лесов в понижениях. В котловинах попадаются олиготрофные и мезотрофные болота с сфагновыми мхами, пуховкой влагалищной, клюквой. На некоторых участках сохранились богатые во флористическом отношении природные дубово-сосновые леса, где растут лилия лесная, коручка морозниковидная, плаун колючий — виды, занесённые в Красную книгу Украины.
Растительность Старогутской части парка представлена преимущественно лесами, которые занимают около 80 % её площади. Наибольшие площади занимают сосновые леса зеленомоховые и чернице-зеленомоховые. Есть участки старых культур сосны с густым нижним ярусом из лиственных пород, вероятно, на месте смешанных лесов. В сосновых лесах парка много бореальных видов — ортилия однобокая, зимолюбка зонтичная, а также растёт редкий вид — грушанка зеленоцветная. Характерными видами здесь являются плауны — речной и булавовидный, а также дифазиаструм Зейлера. На понижениях террас растут влажные и заболоченные леса с преобладанием берёзы, а на богатых почвах в западной части парка — дубовые леса.
Среди лугов Старогутской части парка преобладают настоящие и торфянистые луга. Болота, хотя и не занимают здесь больших площадей, характеризуются значительным разнообразием. Здесь представлены все типы болот Полесья — от верховых сфагновых с преобладанием пуховки влагалищной, багульника болотного, клюквы в низменных участках. На них растут типичные виды болотного разнотравья — волчье тело болотное, вахта болотная, фиалка болотная и т. п.. На этих болотах сохранились реликтовые виды ив: лапландская и черничная, а по краям таких болот на лугах и среди кустарников — ива Старке.
Большое количество водоёмов, различающихся по скорости течения, морфологии, характеру дна и другим характеристикам, обуславливают высокое разнообразие водной и прибрежно-водной растительности.

### Фауна
Сегодня на территории парка зарегистрировано 313 видов позвоночных из Красной книги Украины, беспозвоночных — пиявка медицинская, махаон, ксилокопа фиолетовая, птиц — аист чёрный, скопа, змееяд, подорлик большой, орлан-белохвост, глухарь, журавль серый, кулик-сорока, сыч мохнатый, сычик-воробей, млекопитающие — заяц-беляк, тушканчик большой, горностай, норка европейская, барсук, выдра речная, рысь обыкновенная, зубр, круглоротые — минога украинская, рыбы — стерлядь, марена днепровская, всего 35 видов. Из видов, занесённых в Европейский красный список на территории парка отмечено 11 видов, в приложении 2 Бернской конвенции — 267, в Боннской конвенции — 101, в дополнении СИТЕС — 3 вида. К регионально редким отнесены 67 видов животных, обитающих в парке.
Уникальность фауны природного парка обусловлена наличием около трех десятков видов северного (бореального) комплекса, большинство из которых расположены на южной границе своего ареала и нигде больше на Левобережье Украины не отмечены. Такие виды, как медведь бурый, рысь, сычик-воробей, сыч мохнатый, ореховка встречаются только здесь и в Карпатах. А для зайца белого, нырка красношеего, свища и овсянки-дибровника регион национального парка является вообще единственным местом проживания на территории всей Украины. В то же время, в парке присутствуют и типичные южные и даже степные жители (тушканчик большой, слепыш обычный, нырок малый, лунь луговой, дрофа, и другие). Большинство этих видов находится на северной границе своего распространения.
По своим фаунистическим комплексам Придеснянская и Старогутская части парка также отличаются друг от друга. Животный мир первой представлен видами околоводного, водно-болотного и лесного комплексов. Луга, болота, пойменные водоемы здесь населяют типичные обитатели речных пойм — бобр речной, выдра, горностай. На песчаной террасе Десны сохранилось поселение тушканчика большого. Из птиц довольно обычны чайка, веретенник большой, встречаются барашек большой и барашек обыкновенный. Район с. Очкино — одно из двух известных на Украине мест гнездования скопы. Из пресмыкающихся известны ящерица живородящая, уж обыкновенный, гадюка обыкновенная, из земноводных — несколько видов лягушек, тритон гребенчатый и тритон обыкновенный. Ихтиофауна водоёмов парка достаточно богата, из редких видов рыбы здесь стерлядь, рыбец, марена обыкновенная.
В Старогутской части парка преобладают виды фауны лесного комплекса. Из млекопитающих обитают лось европейский, косуля европейская, кабан дикий, волк, лисица, куница лесная, белка. Местами довольно обычны заяц-беляк, изредка встречаются медведь бурый, рысь, зубр, которые заходят с территории России. После введения заповедного режима в Старогутских лесах появились бобры и начали расселяться по мелиоративным каналам и руслам рек. Свои особенности оказались и при детальном исследовании фауны мелких млекопитающих. Так, пока Старогутский лесной массив является единственным местом на Украине, где достоверно обитает средняя бурозубка.
Самым большим многообразием отмечается птичье население парка. Здесь обитает 207 видов птиц. Еловые насаждения позволяют гнездиться таёжным видам птиц. Наиболее южными местами гнездования Старогутский лесной массив является для ореховки, королька желтоголового, сорокопута серого, которые в более южных районах Сумской области не гнездятся. В Старогутском лесном массиве многочисленная популяция глухаря, рябчика и тетерева.
Особого внимания заслуживают хищные птицы. Один из них — сыч мохнатый, стал символом парка. При миграции в Придеснянской части парка останавливаются тысячные стаи гусей, уток, куликов, и чаек. Можно наблюдать журавлей, аистов, лебедей. Из хищных птиц для поймы Десны характерный чёрный коршун, изредка встречаются скопа и орлан-белохвост. Редкие на Украине кулик мордунец и турухтан, довольно широко распространены в Придеснянской части парка на южной границе своего ареала. Довольно часто можно увидеть стайку куликов-сорок или поручейника, занесённых в Красную книгу Украины.
Богатством отмечается также ихтиофауна Придеснянской части парка. Кроме обычных видов рыб бассейна Днепра, здесь в большом количестве встречается сом, голавль, жерех. Из редких видов здесь охраняются стерлядь и марена обыкновенная.

## Научное и рекреационное значение
«Деснянско-Старогутский» национальный природный парк — природоохранное научно-исследовательское учреждение. Специалисты парка поддерживают тесные отношения с Институтом ботаники им. М. Г. Холодного, Институтом зоологии им. И. И. Шмальгаузена НАНУ, вузами городов Сумы, Нежин, Чернигов, Глухов. В 2001 году в парке была проведена всеукраинская конференция молодых учёных-ботаников Украины. Учёными парка разработана концепция формирования экологической сети в регионе.
Результаты научных исследований являются материалом для эколого-просветительской работы. В этой сфере деятельности парка выделяются несколько направлений: работа со школьниками, выступления в средствах массовой информации, организация и проведение детских экологических лагерей «Деснянские зори», проведение ежегодной районной конференции учителей биологии и географии.
Рекреационный потенциал территории парка огромный благодаря сохранённой пойме реки Десны, богатой рыбой, и Старогутскому лесному массиву, богатому грибами и ягодами, такими, как черника, клюква, брусника. В Старогутских лесах в 1942 году был залог партизанского отряда С. А. Ковпака. На базе остатков партизанской землянки создан исторический памятник.
Территория парка привлекает не только рыбаков, грибников, любителей отдыха на воде, но и охотников. Площадь охотничьих угодий, закреплённых за парком, составляет 46 тысяч гектаров, но охота разрешена только за пределами парка. Угодья богаты водоплавающей дичью, пушным и копытным зверем.
Национальный парк «Деснянско-Старогутский» приглашает всех желающих познакомиться с природой Полесья Украины и отдохнуть. Для ознакомления с природой парка стоит совершить экскурсии по маркированным экологическим тропам «Визитка Десны», на которой представлены природные комплексы речной поймы, и «Графская», где вы пройдёте нетронутыми уголками Старогутских лесов. Для приёма посетителей в национальном парке функционирует две туристические базы на 10 и 12 мест, которые расположены на берегу реки Десенка, и 12 летних вагончиков на 42 места. На берегу Десенки в специально отведенных местах можно разбить палатки.
Национальный природный парк «Деснянско-Старогутский» привлекает любителей природы ещё и тем, что расположен он в экологически чистом регионе Украины, а также удалённостью от крупных промышленных городов.